# Gao Xin
Gao Xin (* 12. Mai 1994 in Tianjin) ist ein chinesischer Tennisspieler.

## Karriere
Gao Xin spielt hauptsächlich auf der ATP Challenger Tour und der ITF Future Tour. Er feierte bislang vier Doppelsiege auf der Future Tour. Sein Debüt im Einzel auf der ATP World Tour gab er im September 2014 bei den Shenzhen Open, wo er jedoch bereits in der Auftaktrunde gegen Somdev Devvarman in drei Sätzen verlor.

## Erfolge
| Legende (Anzahl der Siege)  |
| Grand Slam                  |
| ATP World Tour Finals       |
| ATP World Tour Masters 1000 |
| ATP World Tour 500          |
| ATP World Tour 250          |
| ATP Challenger Tour (4)     |

### Doppel
| Nr. | Datum              | Turnier      | Belag     | Partner       | Finalgegner                       | Ergebnis          |
| --- | ------------------ | ------------ | --------- | ------------- | --------------------------------- | ----------------- |
| 1.  | 9. September 2017  | Zhangjiagang | Hartplatz | Zhang Zhizhen | Chen Ti Yi Chu-huan               | 6:2, 6:3          |
| 2.  | 28. Oktober 2017   | Suzhou       | Hartplatz | Sun Fajing    | Gong Maoxin Zhang Ze              | 7:65, 4:6, [10:7] |
| 3.  | 15. September 2019 | Shanghai     | Hartplatz | Sun Fajing    | Marc Polmans Scott Puodziunas     | 2:6, 6:4, [10:7]  |
| 4.  | 21. Oktober 2023   | Shenzhen     | Hartplatz | Wang Aoran    | Mikalaj Haljak Markos Kalovelonis | 6:4, 6:2          |